# Preuilly (Adelsgeschlecht)
Preuilly war eine der wichtigsten Adelsfamilien im Loiretal zwischen dem 10. und dem 13. Jahrhundert, die nach ihrem Stammsitz, dem Ort Preuilly im heutigen Département Cher, benannt ist. Sie gehörten zu den Premiers Barons de Touraine. Sie hatten die Vizegrafschaft Angers (Anjou) und die Vizegrafschaft Tours inne.
Gottfried III. von Preuilly erbte durch seine Ehe mit der Tochter von Fulko dem Gänschen (Foulques l’Oison) dessen Grafschaft Vendôme, die die Familie sechs Generationen lang halten konnte. Mit dem Tod des Grafen Johann III. im Jahr 1211 ging die Grafschaft dann an die Nachkommen seiner Schwester Agnes, das Haus Montoire, über.
Preuilly-sur-Claise selbst war im Besitz an eine jüngere Linie des Hauses Preuilly, die 1425 ausstarb. Eine weitere Linie waren die Herren von La Guerche, die 1211 ausstarben.

## Stammliste
Unter den ersten Herren von Preuilly sind:
- Atto I. (bezeugt 885; † 905), Vizegraf von Tours,
- Atto II. (bezeugt 933)
- Fuculf (bezeugt 962)
- Effroy († 1009), 1001 Gründer der Benediktiner-Abtei Preuilly

Mit Effroy setzt die zusammenhängende Genealogie der Familie ein:
1. Effroy († 1009) Herr von Preuilly und La Roche-Posay; ⚭ Beatrix von Issoudun
  1. Gauzbert I., Herr von Preuilly
  2. Gottfried I., Herr von Preuilly; ⚭ Almode
    1. Gottfried II. Martel († 1067), Herr von Preuilly; ⚭ Almodis, Tochter des Odo II., Graf von Blois
      1. Gottfried III. Jordan († 1102), Herr von Preuilly, Graf von Vendôme; ⚭ Euphrosine von Vendôme, Tochter von Fulko das Gänschen, Graf von Vendôme
        1. Gottfried III. Grisegonel († 1037), Graf von Vendôme; ⚭ Mathilde von Châteaudun (Haus Châteaudun)
          1. Johann I. (* 1110; † 1180), Graf von Vendôme; ⚭ I Berthe von Le Puy du Fou; ⚭ II Richilde von Lavardin
            1. Burchard IV. (* 1139; † 1202), Graf von Vendôme; ⚭ Agathe
              1. Gottfried, Herr von Lavardin
                1. Johann II. († 1211), Graf von Vendôme

              2. Johann III. († 1217), Graf von Vendôme
              3. Rudolf (Raoul) († 1191)
              4. Agnes ⚭ Peter II., Herr von Montoire, (Haus Montoire)

      2. Eschivard I. (* 1061; † 1115), Herr von Preuilly
        1. Peter I. Montrabel
          1. Peter II. Montrabel, Nachkommen ausgestorben 1425
          2. Gosbert († vor 1205), Herr von La Guerche und Le Bouchet
            1. Johanna († vor 1211) ⚭ Hugo V., Vizegraf von Châteaudun

    2. Gauzbert II., Herr von Preuilly